# Warriors Orochi 2
Warriors Orochi 2 (無双 OROCHI 王再臨,, Musō Orochi Maō Sairin) (literalmente; Incomparável Orochi : o Renascimento do Senhor Demônio) é um jogo eletrônico de 2008 desenvolvido pela Omega Force e Koei para o PlayStation 2. Ele é a continuação de Warriors Orochi, um crossover de videogame das séries Dynasty Warriors e Samurai Warriors. O jogo foi lançado na América Norte em 23 de setembro, e na Europa em 19 de setembro. O jogo também foi anunciado para o Xbox 360, lançado no dia 4 de setembro de 2008 no Japão, ao lado dos lançamentos para PS2 na América do Norte e Europa.
Um lançamento no portátil PSP foi lançado em novembro de 2008.

## Trama
A História principal do jogo realiza-se depois dos eventos do primeiro jogo. A história conta sobre Kiyomori Taira tentando ressuscitar o morto Orochi. Em resposta, Taigong Wang, Fu Xi, Nu Wa e Yoshitsune Minamoto partem para dar assistência as forças dos Três Reinos da China e os guerreiros dos estados em guerra do Período Sengoku do Japão para impedir que Kiyomori prossiga com a ressurreição.

## Jogabilidade
O núcleo de jogabilidade de Warriors Orochi 2 segue a mesma premissa que o seu predecessor; três,dois ou um guerreiro são selecionados e podem ser trocados à vontade. Contudo, esta continuação introduz novos conceitos adicionais:
- Triple attacks: Quando a capacidade é provocada, dois personagens de reserva aparecerão e, em conjunto com o personagem primário, soltarão um ataque Musou triplo. Dependendo da equipe, certos efeitos que acrescentam à exposição visual e a força do ataque combinado variarão.

Os Special Triple attacks são:
Liu Bei, Guan Yu, Zhang Fei
Cao Cao, Liu Bei, Sun Jian
Nobunaga Oda, Hideyoshi Toyotomi, Ieyasu Tokugawa
Sun Ce, Sun Quan, Sun Shang Xiang
Ranmaru Mori, Dian Wei, Zhou Tai
Lu Bu, Wei Yan, Mitsuhide Akechi
Kunoichi, Hanzo Hattori, Kotaro Fuma
Orochi, Lu Bu, Tadakatsu Honda
Ieyasu Tokugawa, Magoichi Saika, Masamune Date
Taigong Wang, Fu Xi, Nu Wa
Nohime, Zhen Ji, Da Ji
Inahime, Huang Zhong, Xiahou Yuan
Zhuge Liang, Sima Yi, Zhou Yu

## Modos de jogo

### Story mode(Modo história)
Como o primeiro jogo de Warriors Orochi, este modo leva os jogadores pela história do jogo. Há cinco campanhas diferentes (Shu, Wei, Wu, Sengoku/Samurai, e Orochi), cada um com oito estágios.
As histórias de Shu, Wei, Wu, e Sengoku realizam-se depois do primeiro Warriors Orochi, enquanto a história de Orochi é uma prequela do primeiro jogo. A história de Orochi explica como o Rei Serpente forçou oficiais como Keiji Maeda, Zhuge Liang, Masamune Date e Lu Bu a servi-lo.

### Versus mode(Modo contra)
O modo versus, que não era jogável desde Dynasty Warriors 4, foi devolvido. Esta é a única vez no jogo que o personagem pode selecionar três personagens diferentes do primeiro jogador. O modo versus agora possui quatro modos separados:
- Tag Team e Elimination: Este modo é um jogo tradicional que coloca os dois jogadores um contra outro. Contudo, antes que usar a jogabilidade mecânica padrão, este modo incorpora a mecânica de um jogo de luta tradicional, estreitamente refletindo e possivelmente prestando homenagem ao Dynasty Warriors "original", completo com a característica de ringout. Tag Team é 3 contra 3 e Elimination é 1 contra 1.[10]
- Steeple Chase: É um jogo de corrida onde os jogadores fazem correr um a outro ou oponentes controlados por computador montados em cavalos, enquanto itens podem ser coletados aleatoriamente nas pistas para atacar outros corredores. As montarias de Samurai Warriors podem pular por cima de obstáculos.[11]
- Competitive Mode: Dois jogadores competem um contra outro, acompanhado por tropas aliadas. Os jogadores têm que eliminar o maior número de tropas possíveis em um tempo limitado.

### Survival mode(Modo de sobrevivência)
O modo survival segue os mesmos conceitos de Tag team, com a exceção que o jogador é confrontado por uma onda infinita de oponentes do computador.

### Dream mode(Modo sonho)
Vindo do Legend Mode de Dynasty Warriors 5: Xtreme Legends e os estágios Dream de Samurai Warriors 2, este modo apresenta 28 estágios usando times pré-ajustados de três personagens. Os personagens que aparecem fora dos respetivos períodos de tempo de Dynasty Warriors e Samurai Warriors não estão inclusos no Dream Mode.:
| Dream Mode team                                   | Estágios                |
| ------------------------------------------------- | ----------------------- |
| Cao Cao, Liu Bei, Sun Quan                        | Osaka Castle            |
| Nobunaga Oda, Hideyoshi Toyotomi, Ieyasu Tokugawa | Fan Castle              |
| Zhou Yu, Zhuge Liang, Shingen Takeda              | He Fei Castle           |
| Zhao Yun, Yukimura Sanada, Yoshihiro Shimazu      | Itsukushima             |
| Guan Yu, Xu Huang, Kenshin Uesugi                 | Mt. Qi                  |
| Guan Yu, Lu Meng, Xiahou Dun                      | Odawara Castle (East)   |
| Lu Xun, Jiang Wei, Sakon Shima                    | Wu Territory            |
| Lu Bu, Tadakatsu Honda, Keiji Maeda               | Yamatai                 |
| Sun Jian, Cao Ren, Katsuie Shibata                | Jing Province           |
| Dian Wei, Zhou Tai, Ranmaru Mori                  | Bai Di Castle           |
| Ma Chao, Nagamasa Azai, Kanetsugu Naoe            | Nan Zhong               |
| Sun Ce, Pang De, Toshiie Maeda                    | Nan Zhong               |
| Zhang Jiao, Pang Tong, Zuo Ci                     | Ji Province             |
| Diao Chan, Zhang He, Motochika Chosokabe          | Osaka Bay               |
| Guan Ping, Cao Pi, Gracia                         | Han Sui                 |
| Gan Ning, Zhang Liao, Kotaro Fuma                 | Ueda Castle             |
| Da Qiao, Sun Shang Xiang, Oichi                   | Kyushu                  |
| Xiahou Yuan, Huang Zhong, Ina                     | Honnoji                 |
| Zhang Fei, Tadakatsu Honda, Musashi Miyamoto      | Fire River / Hi No Kawa |
| Yuan Shao, Zhu Rong, Nene                         | Mai Castle              |
| Yue Ying, Ling Tong, Mitsuhide Akechi             | Shikoku                 |
| Sima Yi, Mitsunari Ishida, Masamune Date          | Xia Pi                  |
| Xing Cai, Yoshimoto Imagawa, Ginchiyo Tachibana   | Chen Cang               |
| Xiao Qiao, Zhen Ji, No                            | Tian Shui               |
| Meng Huo, Goemon Ishikawa, Okuni                  | Chang Sha               |
| Taishi Ci, Wei Yan, Kojiro Sasaki                 | Encounter at Nan Zhong  |
| Huang Gai, Xu Zhu, Hanzo Hattori                  | Yan Province            |
| Dong Zhuo, Magoichi Saika, Kunoichi               | Hasedo                  |

### Estágios
Vinte estágios novos estão inclusos na sequência. A maioria dos estágios foram trazidos de Dynasty Warriors 5: Xtreme Legends e Samurai Warriors 2: Xtreme Legends. Além do mais, todas os estágios do primeiro Warriors Orochi voltaram neste jogo.

### Estágios de Dynasty Warriors 5: Xtreme Legends
- Mt. Kunlun
- Chang Sha
- Lou Sang Village
- Yan Province
- Shi Province
- Ji Castle
- Jia Meng Gate
- Yang Ping Gate
- Ru Xu Kou
- Han Shui
- Mai Castle
- Shi Ting
- Mt. Qi
- Nan Zhong

### Estágios de Samurai Warriors 2: Xtreme Legends
- Okehazama
- Shikoku

### Novos estágios para a franquia Warriors
- Itsukushima
- Wuhang Mountains
- Yamatai
- Fire River (Estágio original)

## Personagens
O primeiro Warriors Orochi traz uma lista de 79 personagens jogáveis à medida de ambos Dynasty Warriors e Samurai Warriors séries. Este jogo apresenta um total de 13 personagens novos, incluindo personagens novos à franquia Warriors. Junto com todos os personagens do primeiro jogo retornaram, 92 personagens abrangem a lista de Warriors Orochi 2.

### PersonagensWarriorsexistentes
Vários personagens existentes dos jogos Warriors que não apareceram em Warriors Orochi fazem a sua primeira aparição na continuação. Pela primeira vez desde Dynasty Warriors 3, Fu Xi e Nu Wa são jogáveis, completos com modelos de personagens atualizados. Adicionalmente, por este jogo é ser lançado depois de Samurai Warriors 2: Xtreme Legends, o modelo de personagem atualizado de Yoshimoto Imagawa, Kojiro Sasaki, Katsuie Shibata, Toshiie Maeda, Motochika Chosokabe e Gracia Hosokawa estão incluídos.Além disso, na versão de PSP, foram incluidos 2 personagens novos, Benkei e San Zang.

### Novos personagens
Os seguintes personagens, novos à franquia Warriors, aparecem no jogo:
- Taigong Wang,[14] também conhecido como Jiang Ziya, foi um estrategista militar lendário da dinastia Zhou da China. Ele é o único que pode ultrapassar o pensamento estrategista de Da Ji. Ele utiliza uma vara de pescar, representando seu famoso e bizarro método de pescar, e ajuda o Reino de Shu.
- Kiyomori Taira[14] foi um general militar do período Heian do Japão. Ele utiliza contas gigante de oração, e está encarregado da ressurreição de Orochi.
- Yoshitsune Minamoto[14] foi outro general milita do período Heian, contrário a Kiyomori. Ele impunha uma arma tipo um sabre de luz, e é resgatado de Lu Bu pelo Reino de Wu.
- 'Sun Wukong,[14] também conhecido como o "Rei Macaco", é o personagem principal da Jornada para o Oeste, um dos Quatro Grandes Romances Clássicos da literatura chinesa (que inclui o Romance dos Três Reinos). Como em toda encarnação dele, ele utiliza seu famoso Ruyi Jingu Bang como arma. Entretanto, dessa vez ele é retratado como vilão, quando é revelado que é Kiyomori, não Xuangzhang, que o liberta de seu confinamento. Sun Wukong é também uma partida leve da série Warriors; ele é até aqui o único personagem que não tem nenhuma necessidade de utilizar um cavalo. Ele usa sua nuvem famosa como a sua animação normal de corrida, o fazendo o personagem mais rápido no jogo.
- Himiko[14] foi a antiga rainha xamã japonesa conhecida por a sua relação com o Reino de Wei da China. Ela utiliza um par da energia que dispara Dogū, e é o catalisador da ressurreição de Orochi.
- Shin Orochi é uma forma mais poderosa do vilão principal do jogo original.[15] Devido à sua ressurreição, a Shin Orochi é dado uma nova aparência, um upgrade de poder, e uma realçada em sua velocidade. Ele usa uma versão mais poderosa da sua arma de segadeira.

### Trajes
Diferentemente das trocas de cor dos personagens, Warriors Orochi 2 apresenta trajes diferentes para cada personagem. Cada personagem tem três trajes; os mesmos 2 trajes do jogo anterior com cores diferentes como no primeiro jogo, e um traje diferente Dynasty Warriors 4 traje ou o de Samurai Warriors estão incluídos no jogo (com as exceções de Oichi, Masamune Date, Guan Ping e Xing Cai). Personagens que fizeram sua primeira aparição depois de Dynasty Warriors 4 ou de Samurai Warriors 2 adquiriram novos trajes alternativos inteiramente.

## Recepção
Em 9 de julho de 2008, o jogo vendeu 394,131 cópia no Japão, de acordo com a Famitsu.